# Rock espacial
El rock espacial (space rock en inglés) es un género musical surgido durante la década de los años 1960 como una corriente del rock psicodélico con los elementos musicales del folk rock,  del rock electrónico y del rock progresivo con los ritmos característicos del rock. Se caracteriza por sus largos pasajes instrumentales de tempo lento en los que predominan los sintetizadores, las guitarras envueltas en efectos atmosféricos (delay, wah-wah, phaser, etc.) y letras relacionadas con la ciencia ficción. 
El space rock emergió a finales de los 60 en Reino Unido dentro de la llamada música psicodélica. Uno de los primeros pasos en el desarrollo de esta corriente lo dio la banda británica Pink Floyd en sus primeros discos, The Piper at the Gates of Dawn y A Saucerful of Secrets. Dos canciones de Syd Barrett, "Interstellar Overdrive" y "Astronomy Domine", constituyen la primera muestra del género. Otro de los grupos pioneros de este sonido es la banda francesa Gong. También esta la famosa canción "Space Oddity" de David Bowie en la que se cuenta como el astronauta Major Tom se pierde en el espacio.
A principios de los 70, el grupo británico Hawkwind da un paso más en el desarrollo del género con el montaje de impresionantes espectáculos teatrales, que incluían luces de láser, bailarinas desnudas e imaginería psicodélica. El space rock se transforma así en un espectáculo completo, que trasciende lo puramente musical. El legado de esta banda se retoma en los 90. Led Zeppelin dio un paso importante en el space rock combinándolo con hard rock y algo de rock psicodélico, lo cual se ve claramente en canciones como «Dazed and Confused» aunque más claramente en No Quarter. Destaca la banda estadounidense Monster Magnet, que toma el legado del hard rock/space rock más ácido que practicaba Hawkwind. El género ejerció también una notable influencia en el llamado stoner rock, encabezado por Kyuss.
El término fue también recuperado por otros numerosos grupos alternativos estadounidenses y británicos de los 90. Los grupos denominados shoegaze o de noise pop experimentaban con texturas sonoras de manera similar a como lo hacían los antiguos grupos de space rock. Estos nuevos nombres eran Tool, Slowdive, The Verve, My Bloody Valentine, Ride, The Flaming Lips, Failure, Hum y Muse.
Además muchas de ellos eran veteranos de la escena que continuaban su andadura años después, tal es el caso de Spacemen 3, uno de cuyos miembros, Jason Pierce, decidió formar Spiritualized.
En la primera década del siglo XXI, el estilo fue retomado por varias bandas británicas, de manera especial por Porcupine Tree, The Pineapple Thief o Starset. Estos grupos mezclan el rock espacial con heavy metal y con pop, respectivamente, haciendo que la propuesta sea algo más accesible comercialmente.